# مسجد كامبونج سونغاي باندان
مسجد كامبونج سونغاي باندان أو مركز عبادة كامبونج سونغاي باندان يقع المسجد أو مركز العبادة في سونغاي بروناي كلغ آير، والتي تعد من الضواحي القريبة من مدينة بندر سري بكاوان عاصمة بروناي، بنيت قاعة العبادة في عام 1992، ويمكن لقاعة العبادة أن تستوعب 300 مصلي في وقت واحد.